# 永安车务段

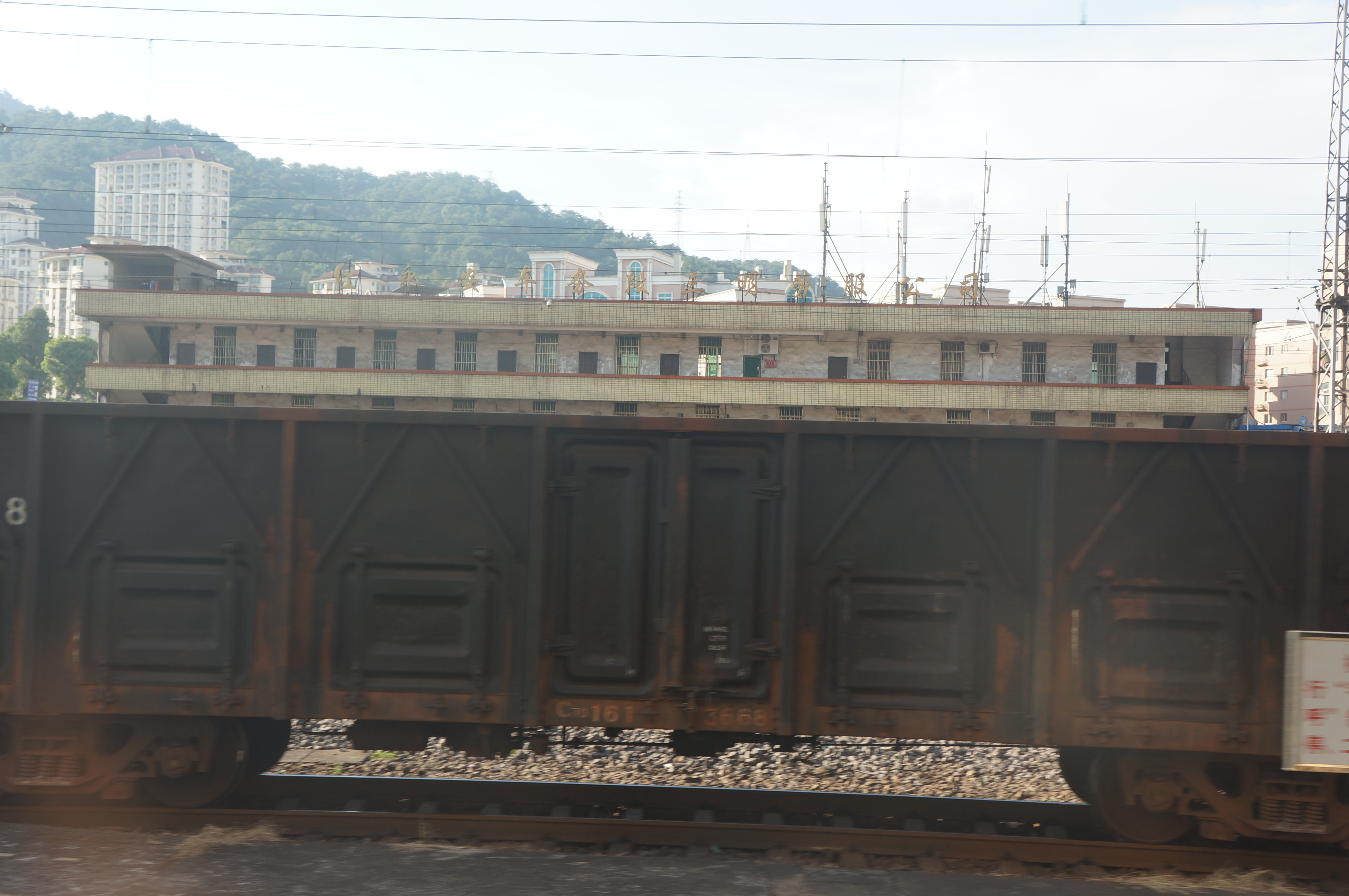
永安车务段三明劳服公司

永安车务段是南昌铁路局的一个直属段，总部位于福建省三明市永安市黄竹洋路35号，即永安站广场南侧。

## 历史
- 1957年4月12日鹰厦铁路通车，1958年永安车务段成立。
- 2013年9月26日昌福铁路通车，福建段新建车站归永安车务段管辖。

## 所辖车站
- 鹰厦线：青州-卓宅；永加线：坑边-加福；设31个站[1]。
- 昌福线：建宁县北-永泰[2][3]
- 南龙线：三明北-永安南